# Província de Smolian
La província de Smolian (en búlgar: Област Смолян) és una província del sud de Bulgària. Fa frontera amb Grècia i està situada a les Muntanyes Rhodope. La província és poblada per musulmans búlgars, i els musulmans hi són 58.758 habitants dels 140.066 del total de la província, uns 41.599 són ortodoxos i un total de 39.003 no declaren la seva religió .
La principal ciutat és Smolian, i altres importants són:

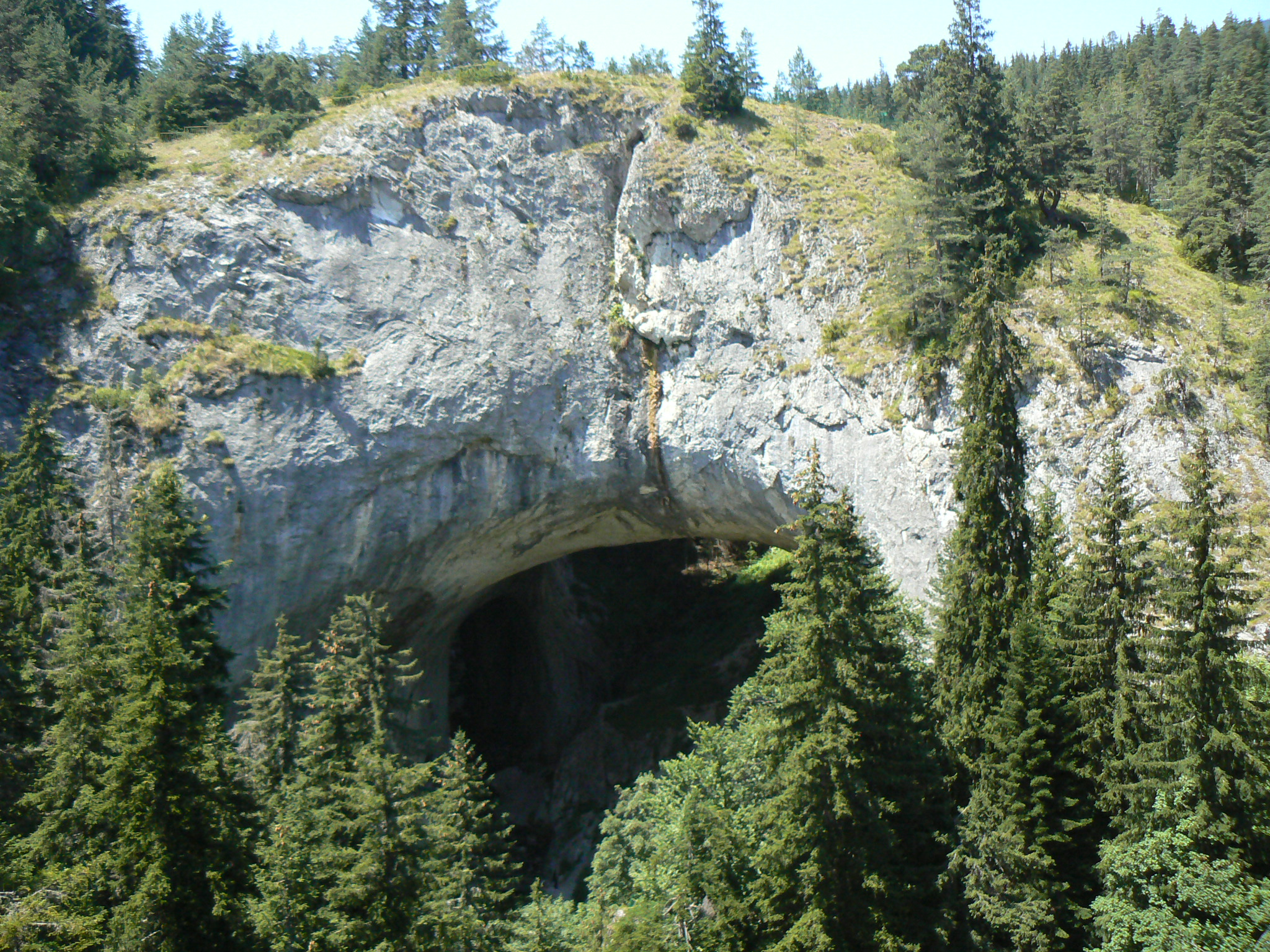
Els ponts meravellosos

- Txepelare
- Devin
- Madan
- Rudozem
- Zlatograd
- Nedelino
- Dospat